# Zátor
Zátor (niem. Seifersdorf) – gmina w Czechach, w powiecie Bruntál, w kraju morawsko-śląskim. Według danych z dnia 1 stycznia 2012 liczyła 1213 mieszkańców.
Leży w wąskiej dolinie i jest otoczona przez lasy i wzgórza o stromych zboczach (najwyższy grzbiet wynosi 500 m n.p.m.). 
Gmina składa się z dwóch lokalnych części – Zator ze strumieniem Zátoráček i Loučky z rzeką Opava.
Pierwsze wzmianki o wsi i twierdzy Sator zostały napisane w 1377 r. Wioska ucierpiała w czasie wojen husyckich i została zniszczona w czasie wojny trzydziestoletniej. Mieszkańcy utrzymywali się z rolnictwa, hodowli owiec i bydła. 
Do najciekawszych zabytków możemy zaliczyć barokowy Kościół Świętej Trójcy z lat 1753–1755 zbudowany na miejscu pierwotnego drewnianego kościoła i ściana cmentarna z czterema kaplicami Bożego Ciała. Interesujące jest to, że dwie z nich należą do lokalnych parafian z Zátora i Loučky, jedna z nich należy do
gminy Čaková, a ostatnia do gminy Nové Heřminovy. 
W pobliżu wsi znajdują się ruiny zamku Zátor (Sator) z pierwszej połowy XIV wieku. 
Naturalną atrakcją jest odnowione w 1999 r. źródło wody mineralnej bogatej w żelazo, o którym wzmiankowano już w 1771 r.
Dzieli się na dwie części:
- Zátor
- Loučky

W latach 1980–1990 była częścią gminy Čaková.

## Galeria

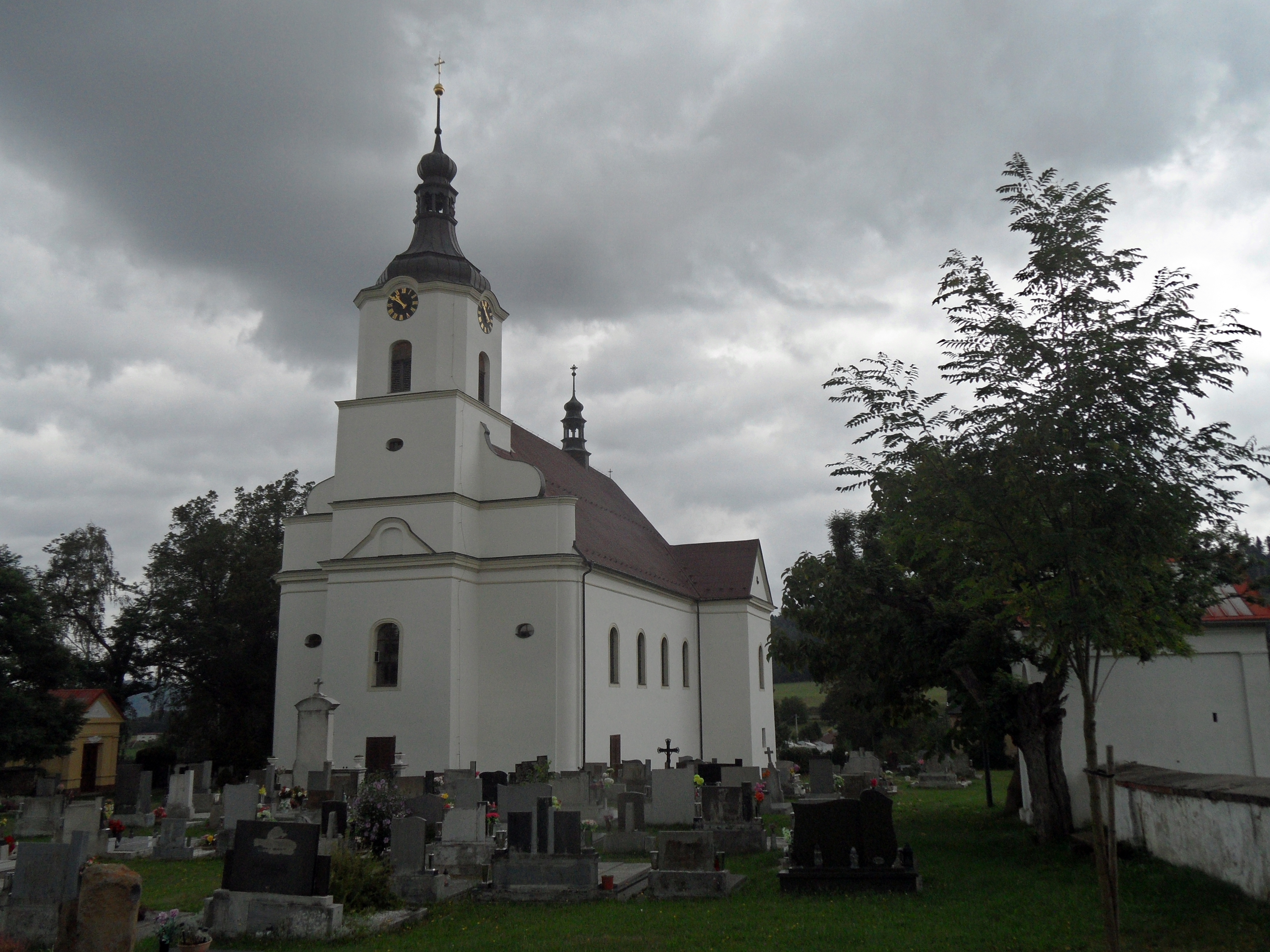
Kościół
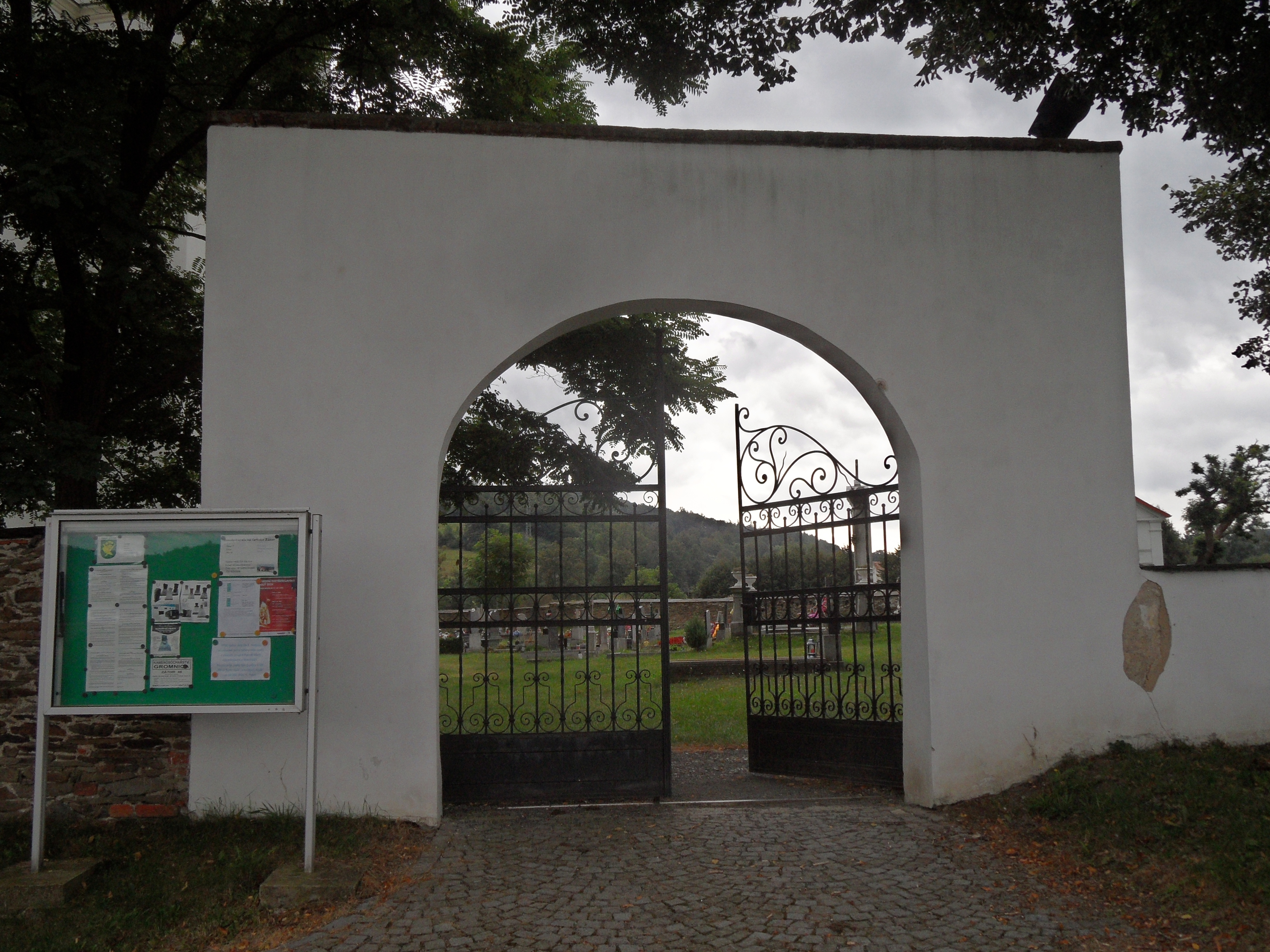
Cmentarz
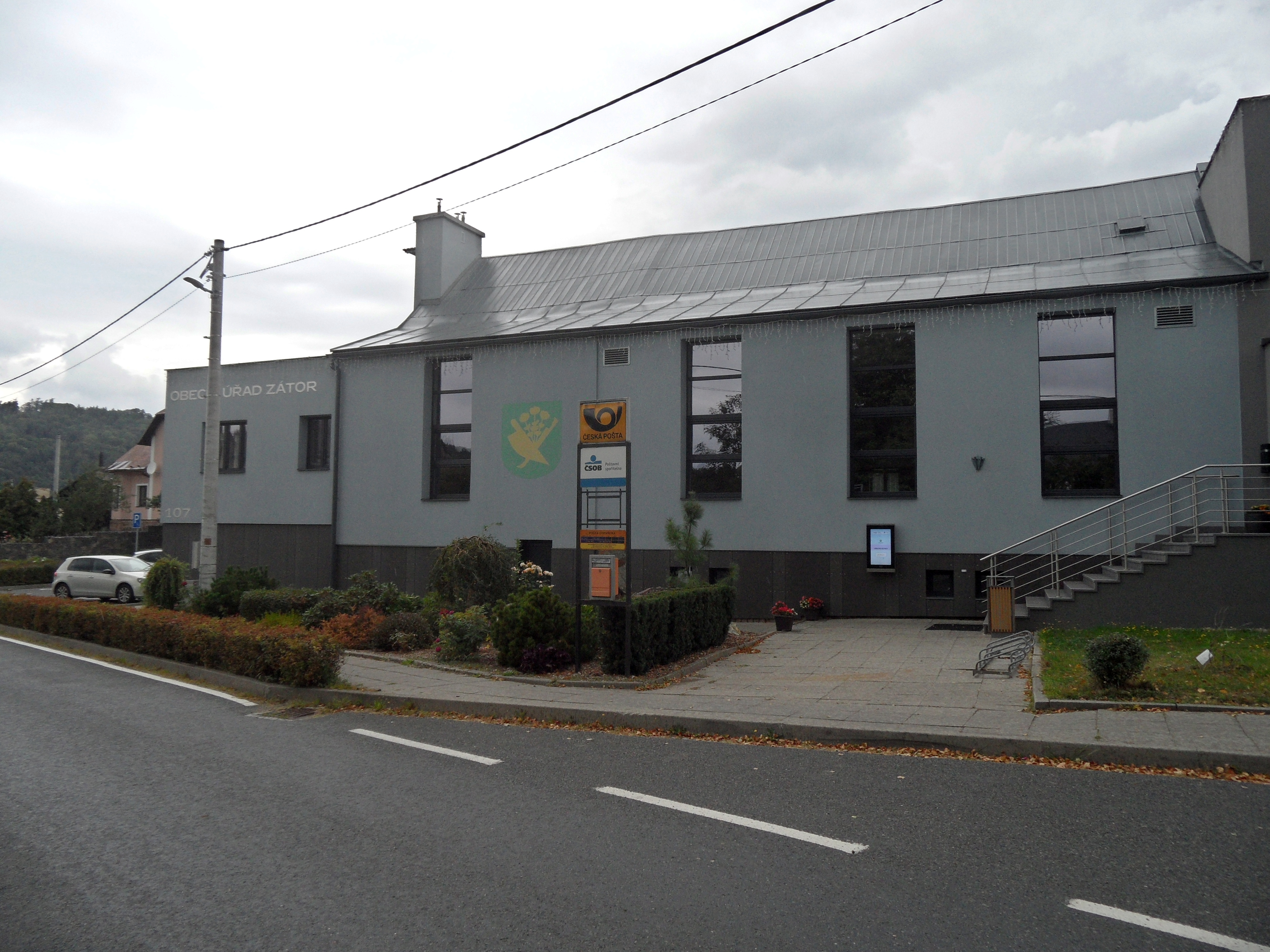
Urząd gminy i poczta
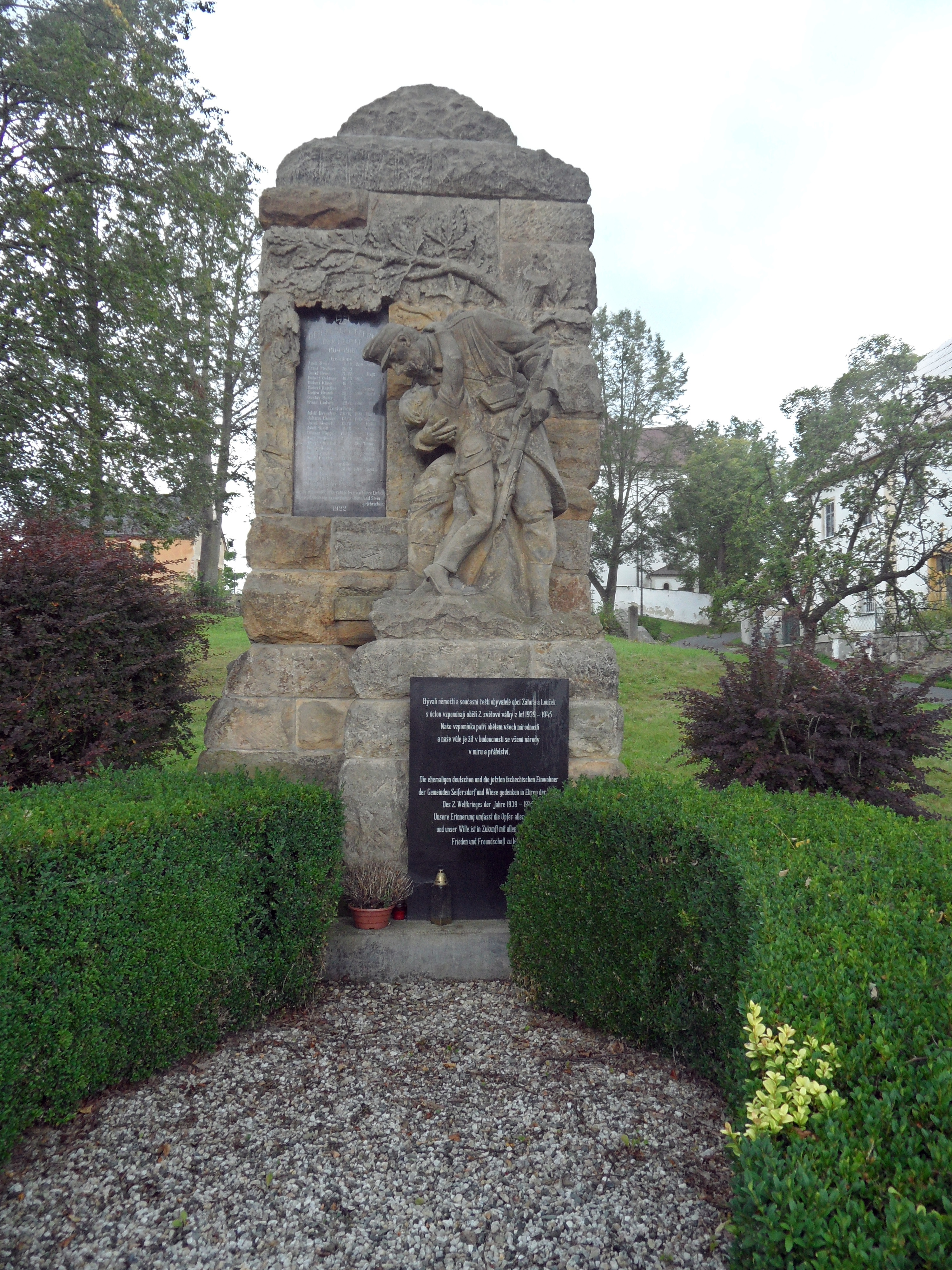
Pomnik poległych